# Pływik

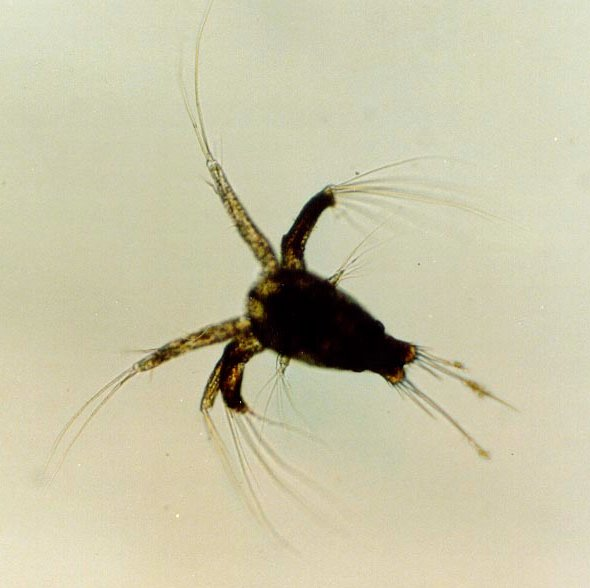
Pływik krewetki

Pływik (łac. nauplius) – pierwsze stadium larwalne większości niższych skorupiaków. Jej ciało nie jest segmentowane, ma trzy pary odnóży, jedno oko pływikowe (naupliusowe) zbudowane z oczek pigmentowanych, oraz dobrze zróżnicowane narządy wewnętrzne. Prowadzi życie planktonowe poruszając się przy pomocy odnóży. Żywi się planktonem drobniejszym od siebie i materią organiczną.
Larwa tego typu występuje m.in. u małżoraczków, wąsonogów, widłonogów i skrzelonogów.